# Psychonotis manusi
Psychonotis manusi är en fjärilsart som beskrevs av Rothschild 1915. Psychonotis manusi ingår i släktet Psychonotis och familjen juvelvingar. Inga underarter finns listade.